# میندلهایم
شهر میندلهایم (به آلمانی: Mindelheim) در ایالت بایرن در کشور آلمان واقع شده‌است.